# Rosa caudata
Rosa caudata là loài thực vật có hoa trong họ Hoa hồng. Loài này được Baker mô tả khoa học đầu tiên năm 1914.

## Hình ảnh

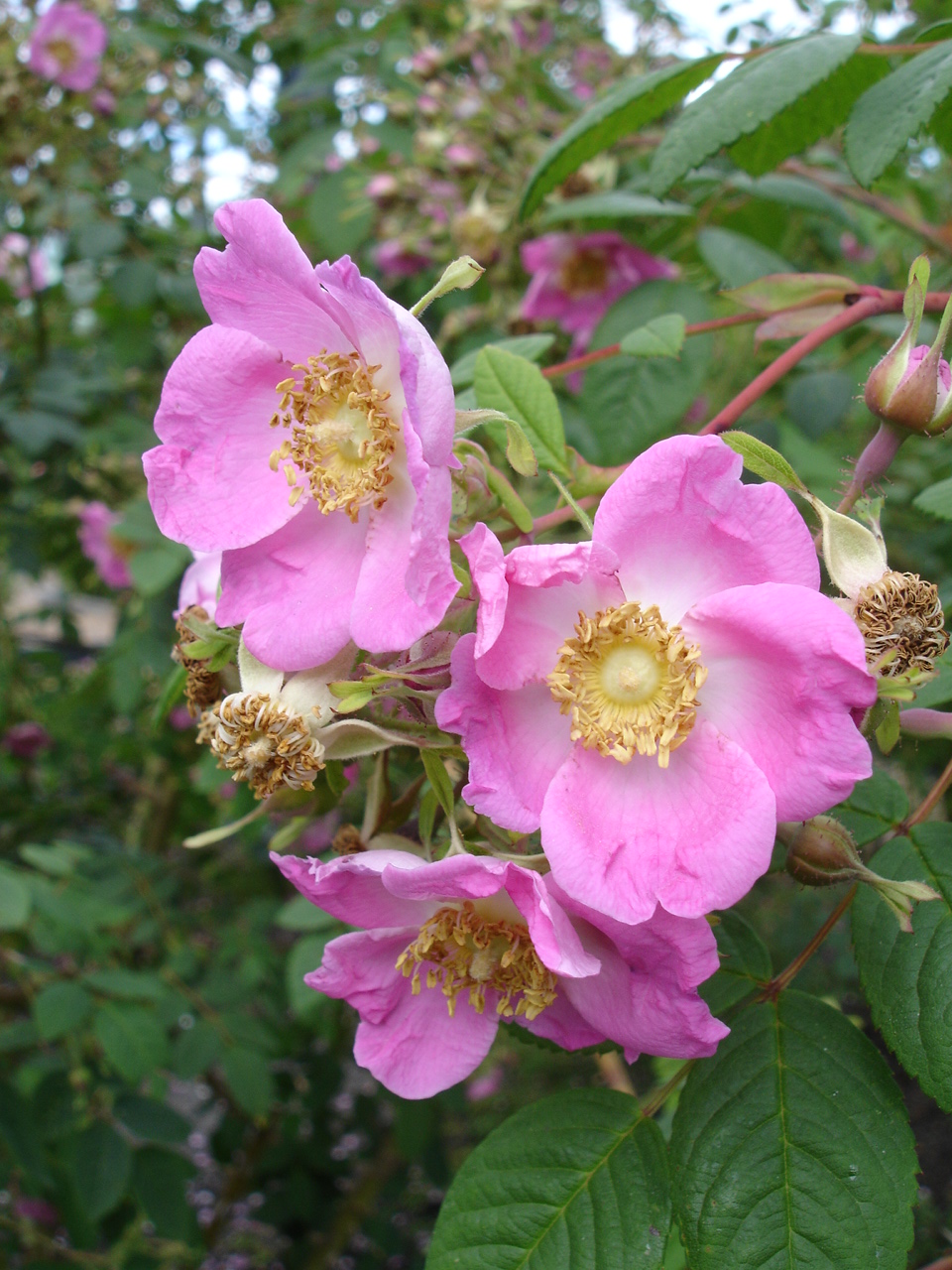